# Liste von Burgen, Schlössern und Festungen in Serbien
Diese Liste führt Burgen, Schlösser und Festungen in Serbien auf.

## Liste
| Name                               | Standort      | Bauzeiten                                                 | heutiger Zustand                              | Bild |
| ---------------------------------- | ------------- | --------------------------------------------------------- | --------------------------------------------- | ---- |
| Festung Golubac                    | Golubac       | 1335                                                      | Gut erhalten                                  |      |
| Festung Kalemegdan                 | Belgrad       | 1. Jahrhundert n. Chr.                                    | Wieder errichtet                              |      |
| Burg Kruševac auch Königliche Burg | Kruševac      | Mittelalter                                               | Ruine                                         |      |
| Festung Maglič                     | nahe Kraljevo | 13. Jahrhundert n. Chr.                                   | Ruine                                         |      |
| Festung Petrovaradin               | Petrovaradin  | 1692–1780                                                 | Teilweise wieder errichtet                    |      |
| Festung Sokograd                   | Sokobanja     | 4. bis 7. Jahrhundert im 14. Jahrhundert wieder errichtet | Ruine                                         |      |
| Festung Smederevo                  | Smederevo     | 1427                                                      | zum Großteil gut erhalten, teilweise zerstört |      |
| Festung Koznik                     | Brus          | 14. Jahrhundert                                           | Ruine                                         |      |